# Sikhye
Sikhye (shikhye eller shikeh, ibland även kallad dansul eller gamju) är en traditionell koreansk söt risdryck. vanligtvis serverad som efterrätt. Sikhye innehåller kokta riskorn, och i vissa fall pinjenötter.